# Leo Hayter
Leo Hayter (Londres, 10 de agosto de 2001) é um desportista britânico que compete em ciclismo  na modalidade de estrada. Ganhou uma medalha de bronze no Campeonato Mundial de Ciclismo em Estrada de 2022, na prova de contrarrelógio sub-23.

## Medalheiro internacional
| Campeonato Mundial | Campeonato Mundial      | Campeonato Mundial | Campeonato Mundial    |
| Ano                | Lugar                   | Medalha            | Competição            |
| ------------------ | ----------------------- | ------------------ | --------------------- |
| 2022               | Wollongong ( Austrália) | Medalha de bronze  | Contrarrelógio sub-23 |

## Palmarés
- 2021
  - Liège-Bastogne-Liège sub-23
  - 1 etapa do Tour de Bretanha

- 2022
  - Giro d'Italia Jovem sub-23, mais 2 etapas
  - 3.º no Campeonato Mundial Contrarrelógio sub-23